# Pareuptychia zeredatha
Pareuptychia zeredatha är en fjärilsart som beskrevs av Butler 1869. Pareuptychia zeredatha ingår i släktet Pareuptychia och familjen praktfjärilar. Inga underarter finns listade i Catalogue of Life.